# Ríkisútvarpið
Ríkísútvarpið (isländskt uttal: [ˈriːcɪsˌuːtvar̥pɪð], öv. 'Den nationella radion', förkortat RÚV [ˈruːv]) är det statliga TV- och radioföretaget på Island. Det har sina lokaler i Reykjavík och har två dygnetruntsändande radiokanaler och en TV-kanal över hela Island. Utbudet är blandat och innehåller bland annat samhällsprogram, kulturprogram, sport, nyheter, dokumentärer och barnprogram. I utbudet ingår även nyhetssändningar på Isländskt teckenspråk. Sedan 2015 sänds barnprogram på sin egen kanal KrakkaRÚV (BarnRÚV på svenska).
Radiokanalerna är uppdelade på en kanal som sänder klassisk musik och en som sänder populärmusik. Sändningarna startade i radio 1930 (med en andra kanal 1983), och i TV 1966. 1956 blev de medlemmar av Europeiska radio- och TV-unionen, 1986 tilläts konkurrens. Verksamheten är licens- och reklamfinansierad.